# Edgar Allan Poe National Historic Site
Edgar Allan Poe National Historic Site ist ein geschütztes Gebäude im Viertel Spring Garden in Philadelphia im US-Bundesstaat Pennsylvania. Der Schriftsteller Edgar Allan Poe hatte das Ziegelsteinhaus während seiner Zeit in Philadelphia gemietet.

## Edgar Allan Poe in Philadelphia
Edgar Allan Poe lebte von 1837 bis 1844 in Philadelphia. Hier schuf er die Figur des Detektivs C. Auguste Dupin in The Murders in the Rue Morgue und schrieb Erzählungen wie The Tell-Tale Heart. In Philadelphia lernte er auch Charles Dickens während dessen erster Amerikareise kennen. Poe bewohnte das Haus  von 1842 bis 1844.

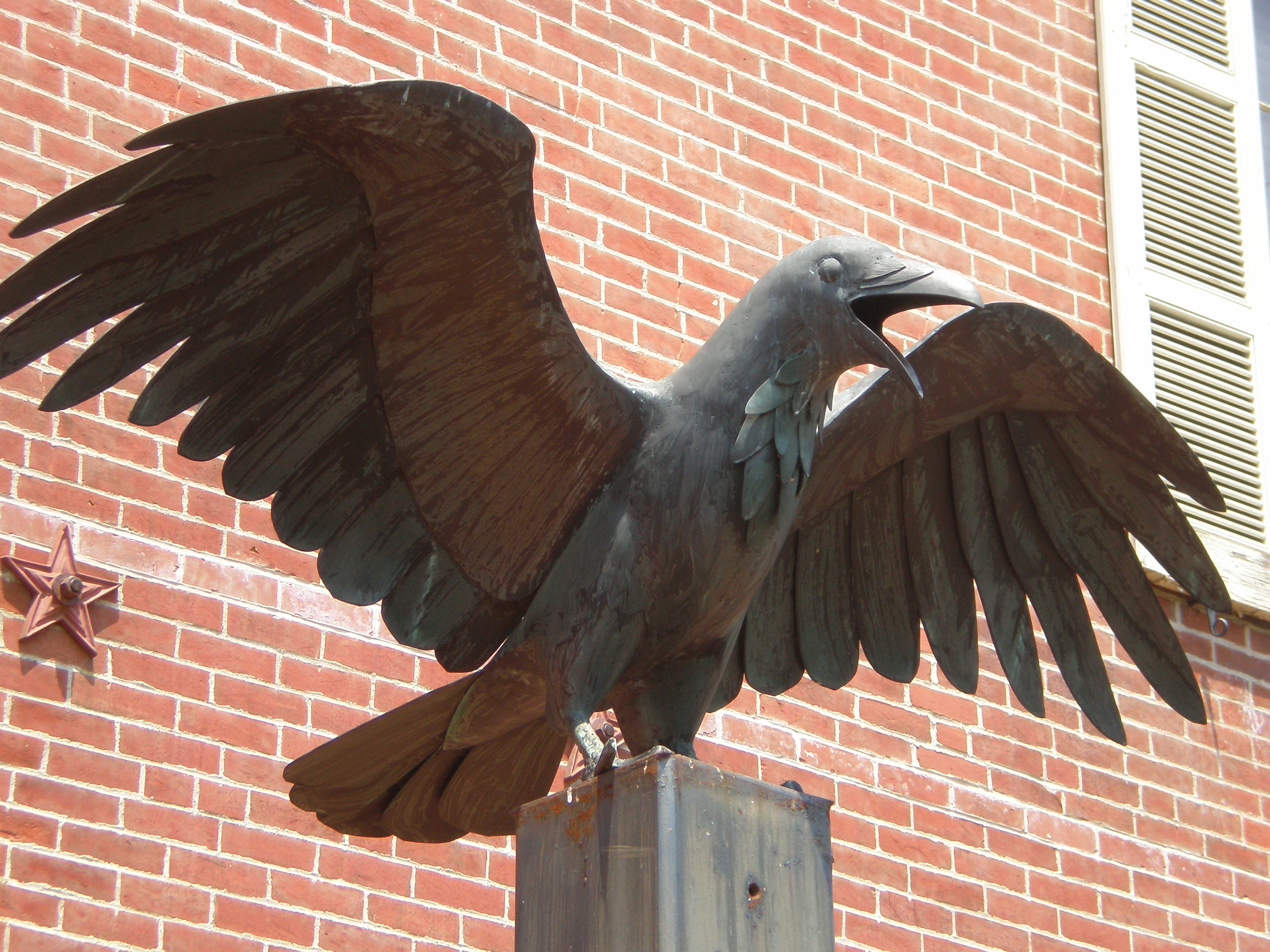
Die Rabenstatue vor dem Gebäude erinnert an Poes berühmtes Gedicht

Edgar Allan Poe lebte in Philadelphia in verschiedenen Häusern, aber allein das Haus, das Teil der National Historic Site ist, besteht bis heute. Richard Gimpel, ein Sammler seltener Bücher, kaufte es 1933 und richtete es als Museum her, das an Poes Geburts- und Todestag für die Öffentlichkeit geöffnet war. Als Gimpel 1971 starb, vermachte er das Haus testamentarisch der Stadt Philadelphia.
Heute ist das eigentliche Wohnhaus Poes bewusst weder restauriert noch eingerichtet, weil die damalige Ausstattung nicht erhalten geblieben ist. Das Besucherzentrum im angebauten Gebäudeteil, der zu Poes Zeiten noch nicht existierte, hat neben einer Ausstellung zu Leben und Werk des Autors auch zwei Räume im Stil der Zeit eingerichtet. Diese Räume sollen aber nur einen allgemeinen Eindruck vermitteln, denn, wie der National Park Service betont, gibt es keine Dokumente, anhand derer sich die tatsächliche Einrichtung zu Poes Zeit rekonstruiert lässt.
Die Edgar Allan Poe National Historic Site ist dem Independence National Historical Park angegliedert und wurde ins National Register of Historic Places aufgenommen. Zur Historic Site gehören noch zwei angrenzende Gebäude, die ein Besucherzentrum mit Ausstellung und einen Leseraum enthalten. 
Seit 1980 ist die Edgar Allan Poe National Historic Site für die Öffentlichkeit zugänglich.

## Nachweise
1. 1 2  Niccole Burns: Poe in Philadelphia, School of Communication – University of Miami, 15. November 2006
2. ↑  National Park Service: Edgar Allen Poe NHS - The House Through the Years
3. ↑  Independence National Historical Park